# Gravetat Modificada (MOG)
La Gravetat Modificada (MOG) és una teoria modificada de la gravetat desenvolupada per John Moffat, investigador del Perimeter Institute for Theoretical Physics de Waterloo, Ontario. La teoria també es fa referència sovint amb l'acrònim MOG (gravetat modificada).

## Visió general
La teoria Gravetat Modificada (MOG), està basada al principi d'acció i postula l'existència d'un camp de vector, mentre eleven les tres constants de la teoria a camps escalars.
STVG Ha estat utilitzada reeixidament per explicar corbes de rotació de la galàxia, els perfils de massa de grups de galàxia, efectes gravitacionals en el Grup de Bala, i observacions cosmològiques sense la necessitat de matèria fosc. En una escala més petita, en el Sistema Solar, STVG pronostica la no desviació observable de la relativitat general. La teoria també pot oferir una explicació per a l'origen de la inèrcia.

## Observacions
STVG/MOG Ha estat aplicada reeixidament a una gamma de fenòmens astronòmics, astrofísics, i cosmològics.
En l'escala del Sistema Solar, la teoria no pronostica cap desviació dels resultats de Newton i Einstein. Això és també cert per a cúmuls d'estels que contenen no més d'un màxim d'unes quants milions de masses solars.
Les teoría dona explicació per a les corbes de rotació de galàxies d'espiral, correctament reproduint el Tully-Fisher llei.
STVG concorda amb els perfils de massa de cúmuls de galàxia.
STVG explica també les observacions cosmològiques claus, incloent:
- Les puntes acústiques en la radiació còsmica de fons de microones;
- L'expansió accelerada de l'univers que s'observen en Ias observacions de supernoves;
- L'espectre de poder de la matèria de l'univers que s'observa en la correlació de galàxia-galàxia .